# Veniamin Shumeyko
Veniamin Šumejko (in kirghiso Вениамин Шумейко?; Biškek, 2 febbraio 1989) è un calciatore kirghiso, difensore del Dordoj Biškek.

## Palmarès

### Club

#### Competizioni nazionali
- Coppa del Kirghizistan: 2

Muras Junajted: 2023, 2024